# Friedrich Wilhelm August Argelander
Friedrich Wilhelm August Argelander (22. marts 1799 ved Memel, Østpreussen – 17. februar 1875 i Bonn) var en tysk astronom.

## Liv
Argelander blev allerede som 20-årig i 1820 assistent for Friedrich Wilhelm Bessel ved stjerneobservatoriet i Königsberg og habiliterede sig to år senere med sine Untersuchungen über die Bahn des großen Kometen von 1811. I 1823 fik han en stilling ved observatoriet i Åbo og blev i 1828 udnævnt til professor.
I 1832 rejste han til Helsinki, hvor han ledede opførelsen af det nye stjerneobservatorium, som stod færdigt i 1835. Endelig blev han tilknyttet universitetet i Bonn i 1837. Her blev han også betroet til opgaven om at bygge et nyt observatorium. Dette blev færdigt i 1845.
Friedrich Wilhelm Argelander beskæftigede sig ved siden af den praktiske opførelse af stjerneobservatorier i Europa med positionsbestemmelse af stjerner og ledede publiseringen af stjernekataloget Bonner Durchmusterung. Han arbejdede med at lokalisere samtlige stjerner nord for ækvator til 9. magnitude.
Desuden beskæftigede han sig med undersøgelser af foranderlige stjerner.

## Eftermæle
Nedslagskrateret Argelander i det sydligt-centrale højland på Månens forside er opkaldt efter Argelander.